# Nils Karlson
Nils Karlson, född 1958 i Stockholm, är grundare av, och tidigare VD för, Ratio – Näringslivets forskningsinstitut, och är nationalekonom och statsvetare, samt var 2018-2020 adjungerad professor vid Linköpings universitet. Han har bland annat arbetat som universitetslärare, ledarskribent, politiskt sakkunnig vid Regeringskansliet samt som rektor och studierektor och vid det privata City-universitet i Stockholm. 

## Studier och tidig karriär
Efter doktorandstudier i nationalekonomi och statsvetenskap vid George Mason University och Uppsala universitet disputerade han 1993 på avhandlingen The State of State: An Inquiry Concerning the Role of Invisible Hands in Politics and Civil Society.

## Forskningsinriktning
Hans forskning handlar om samspelet mellan politik och marknader i den moderna välfärdsstaten och har en inriktning mot institutionell ekonomi, public choice och politisk filosofi och teori. Särskilt fokus finns på arbetsmarknadsmodeller, företagandets villkor, grundlagsfrågor och politisk förändring.
Han har lett ett stort antal forskningsprojekt och publicerat ett drygt 20-tal böcker, varav vissa som redaktör, på svenska och utländska akademiska förlag, ett stort antal artiklar och bokkapitel och medverkat i svenska och utländska medier.

## Böcker (författare och medförfattare)
- Ett liberalt försvar mot populismen
- Välfärdslabyrinten: en borgerlig väg ut
- Rätt att välja: framtidens vård och omsorg
- Bureaucrats or markets in innovation policy?
- Ett liberalt försvar mot populismen
- Sista försöket att socialisera Sverige?: 30 år efter löntagarfondsstriden Pocket
- Why Constitutions Matter
- State of State
- Why Constitutions Matter
- The Limits of Government
- Reviving Classical Liberalism Against Populism
- Statecraft and Liberal Reform in Advanced Democracies
- * Den svenska modellens framtid
- Vilket EU vill vi ha?
- Virtues in Entrepreneurship
- Samverkan - en utmaning : lärdomar av KK-stiftelsens samverkansprogram
- Digital disruption: konsekvenser för företagande, individer och samhälle
- Kritiska villkor för företagandet
- Välfärdslabyrinten
- Den danska konflikträttens proportionalitetsprincip
- Samhällsfarliga konflikter i en ny tid - utmaningar och reformbehov
- Från fri konkurrens till sund konkurrens på EU:s inre marknad
- Myten om centralisering: om sjukvården som ett polycentriskt system
- Primärvårdsfokus och vårdförsäkringar : lärdomar från Australien
- Den finska kollektivavtalsmodellen i stöpsleven
- Sjukronorsreformen: reformen som formade svensk sjukvård
- Rättssäkerhet, tjänstemannaaktivism och skogsnäringens utveckling
- Sympatiåtgärdernas logik, praktik och konsekvenser

## Medlemskap
Karlson är ledamot av Kungliga Ingenjörsvetenskapsakademien och Ratioakademien samt Mont Pelerin Sällskapet.